# Dolní Habartice
Dolní Habartice – gmina w Czechach, w powiecie Děčín, w kraju usteckim. Według danych z dnia 1 stycznia 2014 liczyła 565 mieszkańców.